# Hirenasabi, Badami
Hirenasabi là một làng thuộc tehsil Badami, huyện Bagalkot, bang Karnataka, Ấn Độ.